# Still Standing (TV-serie)
Still Standing är en amerikansk komedi-TV-serie. Den hade premiär på CBS den 30 september 2002, och lades ner 8 mars 2006. Seriens ledmotiv framförs av Will Hoge.

## Skådespelare
- Bill Miller − Mark Addy
- Judy Miller − Jami Gertz
- Brian Miller − Taylor Ball
- Lauren Barley Miller − Renee Olstead
- Tina Miller − Soleil Borda
- Linda Michaels − Jennifer Irwin
- Daniel "Fitz" Fitzsimmons − Joel Murray